# أوفرنية
أوفرنية هي منطقة ثقافية في وسط فرنسا. المنطقة موطن لسلسلة من البراكين المعروفة. بدأت البراكين في التشكل منذ نحو 70 ألف عام، وتآكل معظمها، تاركًا سدادات من الصهارة المتصلبة التي تشكل قمم تلال مستديرة. حدث آخر ثوران مؤكد نحو عام 4040 قبل الميلاد.